# Cities in Motion 2
Cities in Motion 2 is een bedrijfssimulatiespel dat werd ontwikkeld door het Finse Colossal Order, dat met deze titel een opvolger maakt op Cities in Motion uit 2011. Het spel kwam in 2013 uit voor Linux, OS X en Windows.
Doel van het spel is net zoals zijn voorganger het beheren van een openbaarvervoerbedrijf. De speler zal met een bepaalde hoeveelheid geld beginnen in een stad waar hij vervolgens bus-, tram, trolleybus-, metro en bootlijnen kan bouwen. Op deze lijnen moet de speler dan voertuigen laten opereren, er is hier de mogelijkheid om de dienstregeling te veranderen, en zien dat er voldoende inkomsten binnen komen om het bedrijf financieel gezond te houden.

## Platform
| Jaar | Platform      |
| ---- | ------------- |
| 2013 | OS X, Windows |
| 2014 | Linux         |

## Ontvangst
| Beoordeeld door      | Jaar | Platform | Score |
| -------------------- | ---- | -------- | ----- |
| IGN                  | 2013 | Windows  | 75%   |
| Game Watcher         | 2013 | Windows  | 75%   |
| Destructoid          | 2013 | Windows  | 75%   |
| 4Players.de          | 2013 | Windows  | 73%   |
| PC Games (Duitsland) | 2013 | Windows  | 71%   |
| Gamer.no             | 2013 | Windows  | 70%   |
| Gamer.nl             | 2013 | Windows  | 65%   |
| Hooked Gamers        | 2013 | Windows  | 65%   |
| Jeuxvideo.com        | 2013 | Windows  | 65%   |
| GameStar (Duitsland) | 2013 | Windows  | 60%   |